# Le Pellerin

Le Pellerin este o comună în departamentul Loire-Atlantique, Franța. În 2009 avea o populație de 4.325 de locuitori.

## Personalități născute aici
- Joseph Fouché (1759 - 1820), om de stat, personalitate a Revoluției Franceze.